# Ingo Voge
Ingo Voge, född 14 februari 1958 i Falkensee, är en tysk före detta bobåkare som tävlade för Östtyskland.
Voge blev olympisk silvermedaljör i fyrmansbob vid vinterspelen 1984 i Sarajevo.